# Laghi della Francia
Francia, capitale Parigi, repubblica semipresidenziale, lingua francese, religione cattolica e atei, moneta euro, gli abitanti sono 64.812.052 119 ab./km2

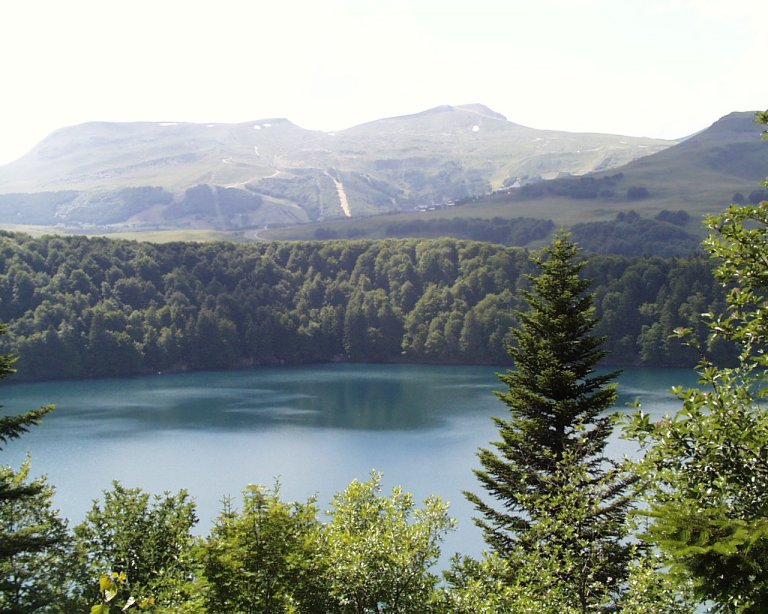
Il lago Pavin.

## Lista per regione e dipartimento

### Alvernia-Rodano-Alpi
Cantal

- Lago della Barthe (Diga)
- Lago di Cambeyrac (Diga)
- Lago di Couesque (Diga)
- Lago di Grandval (Diga)
- Lago di Sarrans (Diga)
- Lago di Selves (Diga)

Alta Loira

- Lago del Bouchet

Puy-de-Dôme

- Stagno di Marchaud
- Gour di Tazenat (V)
- Lago d'Aydat (V)
- Lago di Bourdouze
- Lago Chambon (V)
- Lago Chauvet (V)
- Lago d'En-Bas (G) vedere La Godivelle
- Lago d'En-Haut (V) vedere La Godivelle
- Lago di Guéry (V)
- Lago degli Hermines
- Lago Pavin (V)
- Lago di Servières (V)

Ain

- Stagni dei Dombes
- Lago delle Eaux Bleues
- Lago di Genin nel comune di Charix
- Lago di Nantua
- Lago di Sylans nel comune di Les Neyrolles

Ardèche

- Lago di Devesset
- Lago d'Issarlès
- Lago di Saint-Front

Drôme

Isère

- Lago Achard nella Catena di Belledonne
- Lago Besson nel massiccio des Grandes Rousses
- Lago Bramant nel massiccio des Grandes Rousses
- Lago Brouffier nel massiccio del Taillefer
- Lago del Chambon nel massiccio des Écrins
- Lago Claret nella Catena di Belledonne
- Lago della Coche nella Catena di Belledonne
- Lago di Crop nella Catena di Belledonne
- Lago di Croz nella Catena di Belledonne
- Lago del Crozet nella Catena di Belledonne
- Lago del Flumet nella Catena di Belledonne
- Lago della Fare nel massiccio des Grandes Rousses
- Lago Faucille nel massiccio des Grandes Rousses
- Lago Fourchu nel massiccio del Taillefer
- Lago di Grand'Maison au Vallon de l'Eau d'Olle
- Lago della Grande-Sître nella Catena di Belledonne
- Lago Guichard nel massiccio des Grandes Rousses
- Lago di Laffrey nel massiccio del Taillefer
- Lago di Lauvitel nel massiccio des Écrins, 35 ettari
- Lago Lérié nel massiccio des Écrins
- Lago Merlat nella Catena di Belledonne
- Lago del Milieu nel massiccio des Grandes Rousses
- Lago di Monteynard-Avignonet
- Lago Noir nel massiccio des Écrins
- Lago Noir nel massiccio des Grandes Rousses
- Lago Noir d'Emparis nel massiccio des Écrins
- Lago di Paladru
- Lago di Petichet nel massiccio del Taillefer
- Lago di Pierre-Châtel nel massiccio del Taillefer
- Lago del Plan nel massiccio des Écrins
- Lago del Pontet nel massiccio des Écrins
- Lago del Poursollet nel massiccio del Taillefer
- Lago Potet nel massiccio des Grandes Rousses
- Lago del Verney nel massiccio des Grandes Rousses
- Laghi Robert nella Catena di Belledonne
- Lago del Sautet (parte anche nel dipartimento della Alte Alpi (Provenza-Alpi-Costa Azzurra)

Loira

- Lago di Villerest

Rodano

- Lago dei sapins
- Lago delle Eaux Bleues

Savoia

Lago di Roselend
- Grand Lago nel massiccio des Grandes Rousses
- Lago di Aiguebelette
- Lago dell'Arpont nel massiccio della Vanoise
- Lago des Assiettes al colle della Vanoise
- Lago della Bailletta in Val-d'Isère
- Laghi del massiccio del Beaufortain
  - Lago della Girotte nel massiccio del Beaufortain (Diga)
  - Lago della Gittaz nel massiccio del Beaufortain (Diga)
  - Lago di Roselend nel massiccio del Beaufortain (Diga)
  - Lago di Saint-Guérin nel massiccio del Beaufortain (Diga)
- Lago di Bissorte à Valmeinier nel massiccio des Cerces
- Lago Blanc nel Gruppo d'Ambin
- Lago Blanc nella Vallée du Clou
- Lago Blanc nel massiccio des Cerces
- Lago Blanc nel massiccio della Vanoise
- Lago Blanc nel massiccio des Grandes Rousses
- Lago Blanc nel massiccio della Vanoise
- Lago del Bourget presso Aix-les-Bains
- Lago Brutet nella Vallée du Clou
- Lago Carrelet nel massiccio des Grandes Rousses
- Lago dei Cerces nel massiccio des Cerces
- Lago di Chasseforêt nel massiccio della Vanoise
- Lago del Clos a Moûtiers
- Lago del Clou nella Vallée du Clou
- Lago della Croix nella Catena di Belledonne
- Lago des Évettes nel massiccio della Vanoise, 3 ettari
- Lago de la Fare nel massiccio des Grandes Rousses
- Lago della Glière nel massiccio della Vanoise
- Lago Grand-Ban
- Lago del Lait nel massiccio della Vanoise
- Laghi della Leisse nel Vallon de la Leisse
- Lago Long presso il Colle della Vanoise
- Lago le Lou nel massiccio della Vanoise
- Lago del Milieu nel massiccio des Grandes Rousses
- Lago del Moncenisio tra il Gruppo d'Ambin e il Gruppo del Rocciamelone
- Lago del Mont-Coua nel massiccio della Vanoise
- Laghi des Nettes nel Vallon de la Leisse
- Lago Noir nella Vallée du Clou
- Lago Noir nella Vallée de la Sassière
- Lago dell'Ouillette nella Val d'Isère
- Lago della Partie nel massiccio della Vanoise
- Lago del Pelve presso il ghiacciaio del Pelve
- Lago del Plan-d'Amont nel massiccio della Vanoise
- Lago del Plan-d'Aval nel massiccio della Vanoise
- Lago del Plan-du-Lac nel massiccio della Vanoise
- Laghi della Roche-Ferran nel massiccio della Vanoise
- Lago Rond presso il Colle della Vanoise
- Lago Rond nel massiccio des Cerces
- Lago di Saint-André presso Marches
- Lago di Saint-Clair verso La Rochette
- Lago di Sainte-Hélène presso Sainte-Hélène-du-Lac
- Lago di Saint-Jean-de-Maurienne presso Saint-Jean-de-Maurienne
- Lago Savine nel Gruppo d'Ambin
- Laghi della regione Tignes
  - Lago del Chardonnet presso Tignes
  - Lago del Chevril presso Tignes (Diga)
  - Lago del Santel presso Tignes
  - Lago della Sassière presso Tignes (Diga)
  - Lago del Saut presso Tignes (Diga)
  - Lago di Tignes (H) presso Tignes
- Lago di Toeda nel massiccio della Vanoise
- Lago Tournant nel massiccio des Grandes Rousses
- Lago del Vallon ai piedi del Aiguille de Scolette
- Laghi Verdet nella Vallée du Clou

Alta Savoia

- Lago dell'Aiguillette
- Lago dell'Airon a Carroz
- Lago di Annecy
- Lago d'Anterne
- Lago Bénit sul Mont-Saxonnex, sotto la chaîne du Bargy
- Marais della Braille tra Saint-Félix e Bloye
- Laghi delle Prealpi dello Sciablese
  - Lago d'Arvouin a sud dei Cornettes de Bise
  - Lago d'Avoriaz ad Avoriaz
  - Lago di Bise a ovest dei Cornettes de Bise
  - Lago della Case
  - Lago di Darbon a sud del Dent d'Oche
  - Lago di Fontaine a Vacheresse
  - Lago del Jotty a La Baume
  - Lago di Montriond a Montriond
  - Lago della Mouille a Châtel
  - Lago des Plagnes a Abondance
  - Lago di Tavaneuse a Abondance
  - Lago di Vallon a Bellevaux
  - Lago di Vonnes a Châtel
- Laghi della regione di Chamonix
  - Lago à l'Anglais
  - Lago Blanc nel massiccio delle Aiguilles Rouges
  - Lago del Brévent
  - Lago di Charamillon a nord del ghiacciaio del Tour
  - Lago di Champraz
  - Lago Cornu
  - Lago des Gaillands
  - Lago Noir des aiguilles Rouges nel massiccio delle Aiguilles Rouges
  - Lago des Praz
  - Lago di Tardevent alle Aiguilles noires
- Lago des Chambres
- Lago des Confins, massiccio degli Aravis a La Clusaz
- Lago des Dronières a Cruseilles
- Lago di Flaine a Flaine
- Lago di Génissiat presso la Diga de Génissiat (per la parte savoiarda)
- Lago des Gorges-du-Fier a Montrottier
- Lago della Griaz a Les Houches
- Laghi Jovet a Les Contamines-Montjoie
- Laghi des Laouchets
- Lago Lemano (parte francese)
- Lago di Lessy a col de la Forclaz-Lessy, sotto il Pic de Jallouvre
- Stagno di Machilly a Machilly
- Laghi di Passy
  - Laghi della Cavettaz chiamati Laghi de Passy a Passy
  - Lago Bleu
  - Lago di Pormenaz nella riserva naturale di Passy
  - Lago Vert de Passy a Passy
- Lago di Pététoz sopra La Chèvrerie
- Laghi della Vallée du Giffre
  - Lago di Gers a Samoëns
  - Lago di Roy
- Lago del Jotty Valle d'Aulps
- Lago des Jovets Contamines Monjoie
  - Lago del Môle a Ville-en-Sallaz
  - Lago di Préssy a Taninges
  - Plan du Rocher a Les Gets
  - Lago di Vogealle a Sixt-Fer-à-Cheval
- Lago di Vallon a La Chèvrerie
- Lago di Vernant a Les Carroz d'Arâches

### Borgogna-Franca Contea
Saona e Loira
- Lago di Torcy

Yonne

- Lago di Bourdon (PV) de 220 ettari

Doubs

- Lago di Saint-Point
- Lago di Remoray
- Lago di Chaillexon

Giura

- Lago di Bonlieu
- Lago di Chalain
- Lago di Chambly
- Laghi di Clairvaux
- Lac d'Ilay
- Laghi del Maclu
- Lago di Narlay
- Lago del Val
- Lago del Vernois
- Lago di Vouglans

Territorio di Belfort
- Lago di Malsaucy

### Bretagna
Côtes-d'Armor

- Stagno dei Sources a Maël-Carhaix

Finistère

- Lago di Drennec (PV)
- Bacino di Saint-Michel (PR)

Ille-et-Vilaine

- Stagno di Carcraon
- Stagno di Marcillé

Morbihan

- Stagno au Duc
- Lago di Guerlédan

### Centro-Valle della Loira
Cher

- Stagno di Perrault

Indre

- Marais de Brenne

Indre e Loira

- Stagno di Rué
- Stagno del Louroux
- Lago di Rillé (PV)

Loiret

- Stagni de Sologne

### Corsica
- Lago di Capitello
- Lago di Melo
- Lago di Nino
- Lago di Tolla
- Stagno d'Urbino
- Stagno di Biguglia

### Grand Est
Alto Reno
- Lago d'Alfeld
- Lago d'Altenweiher
- Lago del Ballon
- Lago Blanc
- Lago Fischboedle
- Diga di Kruth-Wildenstein
- Lago di Lachtelweiher
- Lago della Lauch
- Diga di Michelbach
- Lago Nero
- Grande e piccolo Neuweiher
- Lago dei Perches o Sternsee
- Lago Schiessrothried
- Lago di Sewen
- Lago delle Trote o Lago del Forlet
- Lago Verde o Lago di Soultzeren

Basso Reno
- Lago di Baggersee

Aube

- Lago d'Orient (PR)
- Lago del Temple (PR)
- Lago Amance (PR)
- Stagno della Horre (PN)

Alta Marna

- Lago della Liez (PR)
- Lago della Vingeanne (PR)
- Lago di Charmes (PR)
- Lago della Mouche (PR)

Marna

- Lago di Der-Chantecoq (PR)

Meurthe e Mosella

- Lago di Pierre-Percée - 304 ettari

Mosa

- Lago di Madine (G) : 1.100 ettari

Vosgi

- Lago di Gérardmer (G) : 116 ettari
- Lago di Longemer (G) : 76 ettari
- Lago di Retournemer (G) : 5,25 ettari
- Bacino di Bouzey: 140 ettari
- Lago della Moselotte
- Lago della Folie: Contrexéville
- Lago dei Corbeaux: La Bresse
- Lago della Plaine
- Lago di Blanchemer

### Guadalupa
- Lago Flammarion
- Lago di Gaschet

### Guyana francese
- Diga di Petit-saut

### Alta Francia

#### Nord
- Lago di Héron

#### Aisne
- Lago di Ailette
- Lago di Chamouille
- Lago di Monampteuil
- Lago di Tergnier

#### Somme
- Stagno Sainte Marguerite

### Île-de-France
- Stagni di Hollande
- Stagno di Saint-Quentin

### Normandia
Orne

- Stagno dei Baussiots
- Stagno del Belloy
- Stagno del Grès
- Stagno dei Personnes
- Stagno di Rumien
- Lago d'Acquigny

### Nuova Aquitania
Gironda e Landes

- Lago di Hourtin e di Carcans
- Stagno di Lacanau
- Lago di Cazaux e di Sanguinet
- Piccolo Lago di Biscarrosse
- Stagno di Biscarrosse e di Parentis
- Stagno d'Aureilhan
- Stagni di Malloueyre
- Stagno di Léon
- Stagno bianco di Soustons
- Stagno nero di Soustons
- Stagno di Soustons
- Stagno di Hardy

Pirenei Atlantici

- Lago d'Anglas
- Laghi d'Arrémoulit
- Lago d'Arrious
- Lago d'Artouste
- Laghi di Batboucou
- Laghi di Carnau
- Lago di Fabrèges
- Lago Gentau
- Lago di Lavedan
- Lago di Saint-Pée-sur-Nivelle
- Lago di Palas
- Lago d'Uzious

Lot e Garonna / Dordogna

- Lago dell'Escourroux (Diga)

Corrèze

- Stagno Prévot
- Stagno di Taysse
- Lago dei Barrousses
- Diga di Bort-les-Orgues (Diga)
- Lago del Causse (Diga)
- Lago di Feyt

Creuse

- Lago di Chambon
- Lago di Vassivière (Diga di Royère-de-Vassivière)

Alta Vienne

- Lago di Vassivière (Diga)
- Lago di Saint-Pardoux

Charente

- Lago di Lavaud (Diga)
- Lago del Mas-Chaban (Diga)

Deux-Sèvres

- Marais poitevin desséché
- Marais poitevin mouillé

### Occitania
Aude

- Stagno dell'Ayrolle
- Stagno di Bages e di Sigean
- Stagno di Gruisan
- Stagno di Lapalme
- Stagno di Leucate
- Stagno di Mateille
- Stagno di Pissevaches
- Salina di Saint-Martin

Gard

- Stagno del Charnier
- Stagno di Lairan
- Stagno di Scamandre

Hérault

- Stagno di Pérols
- Stagno di Thau
- Stagno di Vic
- Lago del Salagou

Lozère

- Laghi di l'Aubrac
  - Lago di Born
  - Lago di Saint-Andéol
  - Lago di Salhiens
  - Lago di Souverols
- Lago di Naussac
- Lago di Charpal
- Lago di Villefort

Pirenei Orientali

- Lago dei Bouillouses
- Lago di Villeneuve de la Raho
- Lago di Vinça (Diga)
- Stagno di Canet
- Lago di Caramany (Diga)
- Stagno di Lanoux
- Lago di Saint-Andéol
- Lago di Salagou

Ariège

- Stagno del Garbet
- Stagno di Lers
- Lago d'Arbu
- Lago di Matemale

Aveyron

- Lago di Pareloup
- Lago di Pinet
- Lago di Villefranche-de-Panat
- Lago di Maury

Alta Garonna

- Lago d'Oô
- Lago d'Espingo
- Lago del Portillon

Alti Pirenei

- Lago d'Arratille
- Lago d'Aubert
- Lago d'Aumar
- Lago della Badète
- Lago del Barbat
- Lago di Bassias
- Lago di Batbielh
- Laghi di Batcrabères
- Laghi di Cambales
- Lago di Cap-de-long
- Lago del Chabarrou
- Piccolo Lago del col
- Lago del Col-d'Arratille
- Lago Couy
- Laghi dell'Embarrat
- Lago d'Estaing
- Lago d'Estibe-Aute
- Lago d'Estom
- Laghi d'Estom-Soubiran
- Laghi della Fache
- Lago di Gaube
- Lago dei Gentianes
- Lago Glacé
- Lago dei Gloriettes (Diga)
- Laghi di Houns-de-Hèche
- Lago dei Huats
- Lago d'Ilhéou
- Lago di Labas
- Lago di Langle
- Lago di Llantran
- Lago Long-d'Estaing
- Lago di Lourdes
- Lago Meillon
- Laghi Micoulaou
- Lago di Migouélou
- Lago Nére-d'Estaing
- Lago Nére-du-Marcadau
- Lago Noir-d'Ilhéou
- Laghi d'Opale
- Lago d'Orédon
- Lago di l'Oule
- Lago del Plaa-du-Prat
- Lago di Pouey-Laun
- Lago del Pourtet
- Laghi di Remoulis
- Lago Supérieur
- Lago di Suyen
- Lago del Tech

Tarn

- Lago del Merle
- Lago delLa Prade
- Lago dei Saints-Peyres (Diga)

### Paesi della Loira
Loira Atlantica

- Lago di Grand-Lieu (PN)
- Marais di Brière (PN)

Maine e Loira

- Lago di Maine (Angers) (CD)
- Lago di Ribou (Cholet)
- Lago del Verdon (Cholet)
- Stagno di Daumeray (Daumeray)
- Stagno della Thévinière (Gesté)
- Stagno di Saint-Blaise (Noyant-la-Gravoyère)
- Stagno di Malague (Chaumont-d'Anjou)
- Stagno di Saint-Aubin (Pouancé)
- Stagno dei Noues (Cholet)
- Stagno Ruiné (La Séguinière)
- Stagno Saint-Nicolas (Angers) (CD)

Vandea

- Lago di jaunay
- Marais di Challans
- Marais di Machecoul
- Marais di Monts

### Provenza-Alpi-Costa Azzurra
Bocche del Rodano

- Laguna di Berre
- Stagno di Malagray
- Stagno di Vaccarès
- Diga di Bimont

Alte Alpi

- Grand Lago nel massiccio des Cerces
- Lago dell'Ascension nel Queyras
- Lago d'Asti nel Queyras
- Lago dei Béraudes nel massiccio des Cerces
- Lago della Blanche nel Queyras
- Laghi Blanchets nel Queyras
- Laghi di Ceillac nel Queyras
  - Lago Miroir o «Lago dei Près Soubeyrand»
  - Lago dei Rouites
  - Lago Saint-Anne
- Lago Chalantiés nel Queyras
- Lago Clausis nel Queyras
- Lago di Combeynot nel massiccio des Écrins
- Lago dei Cordes nel Queyras
- Lago del Crachet nell'Massiccio dell'Embrunais
- Lago di Cristol nel massiccio des Cerces
- Lago di Dormillouse nel massiccio des Écrins
- Lago Haut-des-Drayères o Lago sans-nom-au-dessus-des-Drayères, nel massiccio des Cerces
- Lago Escur nel Queyras
- Lago dei Estaris nel massiccio des Écrins
- Lago dell'Eychassier nel Queyras
- Lago dell'Eychauda nel massiccio des Écrins
- Lago Faravel nel massiccio des Écrins
- Lago Gimont nel massiccio des Cerces
- Laghi del Guil nel Queyras
  - Lago della Roue
  - Lago Soulier

- Laghi Guil-Agnelle nel Queyras
  - Lago Baricle
  - Lago Égorgeou
  - Lago Foréant
- Lago Jean Rostand nel Queyras
- Laghi Jumeaux nel massiccio des Écrins
- Lago Lacroix nel Queyras
- Lago Lestio nel Queyras
- Lago Laramon nel massiccio des Cerces
- Grande Lago del Lauzet nel Queyras
- Lago medio del Lauzet nel Queyras
- Lago del Lauzon nel massiccio des Écrins
- Lago Lauzon nel Queyras
- Lago Lauzon di Furfande nel Queyras
- Lago Long nel massiccio des Cerces
- Lago Long nel massiccio des Écrins
- Laghi del Malrif nel Queyras
  - Lago del Grand-Laus
  - Lago Mézan
  - Lago del Petit-Laus
- Lago dei Muandes nel massiccio des Cerces
- Lago Néal nel Queyras
- Lago Haut-Néal o Lago sans-nom-au-dessus-du-Lac-Néal, nel Queyras
- Lago dei Neuf-couleurs nel Queyras
- Lago Noir nel massiccio des Cerces
- Grand Lago dell'Oule nel massiccio des Cerces
- Lago dell'Orceyrette nel massiccio des Cerces
- Lago Palluel nel massiccio des Écrins
- Lago Petit-Laus nel Queyras
- Lago Peyron nel massiccio des Cerces
- Lago dei Pisses nel massiccio des Écrins
- Lago della Ponsonnière nel massiccio des Cerces
- Lago Profond nel massiccio des Écrins
- Lago di Puy Vachier nel massiccio des Écrins
- Lago di Rasis nel Queyras
- Lago ovest di Rasis nel Queyras
- Lago Rond nel massiccio des Cerces
- Lago Sainte-Marguerite nel Massiccio dell'Embrunais
- Lago Saraille nel massiccio des Cerces
- Lago del Sautet (parte anche del dipartimento dell'Isère (Rodano-Alpi)
- Lago del Serpent nel massiccio des Cerces
- Lago dei Sirènes nel massiccio des Écrins

Alpi dell'Alta Provenza

- Lago di Serre-Ponçon nelle Alte Alpi (H) (D)

- Laghi della valle dell'Ubaye
  - Lago Bleu
  - Lago Bleu-italien
  - Laghi del colle del Longet
  - Lago dell'Étoile
  - Lago di Longet
  - Laghi di Marinet
  - Lago Noir-de-Chambeyron
  - Lago della Noire
  - Lago Rond-de-Chambeyron
  - Lago Vert-de-Morticet
  - Lago del Lauzet-Ubaye
  - Lago di Terre-Pleine
  - Lago dei Sagnes
  - Lago dei Neufs Couleurs
  - Lago del Lauzanier

- Laghi della valle dell'Ubayette
  - Lago dell'Oronaye

- Laghi del Haut-Vernet
  - Lago d'Allos
  - Laghi della Cayolle
  - Lago delle Eaux-Chaudes
  - Lago del Lauzanier e Lago «de derrière la Croix»
  - Lago Long-du-Chambeyron
  - Lago dei Neuf-Couleurs
  - Lago dell'Oronaye
  - Lago di Saint-Léger

- Laghi della valle del Verdon
  - Lago di Sainte-Croix
  - Lago di Castillon (Diga)
  - Lago di Chaudanne
  - Lago d'Esparron
  - Lago di Quinson

Alpi Marittime

- Lago Autier nel massiccio della Vésubie

Varo

- Lago di Sainte-Croix (Diga)
- Lago di Saint-Cassien (Diga)
- Lago di Carcès (o Lago della Fontaine d'Ajonc)